# Лут'я
Лут'я (ест. Lutja), також Лут'яхово, Луута — село в Естонії, входить до складу волості Меремяе, повіту Вирумаа.